# Brachymyrmex incisus
Brachymyrmex incisus é uma espécie de inseto do gênero Brachymyrmex, pertencente à família Formicidae.